# Lenny Wilkens
Leonard Randolph Wilkens, detto Lenny (Brooklyn, 28 ottobre 1937), è un ex cestista, allenatore di pallacanestro e dirigente sportivo statunitense, professionista nella NBA.

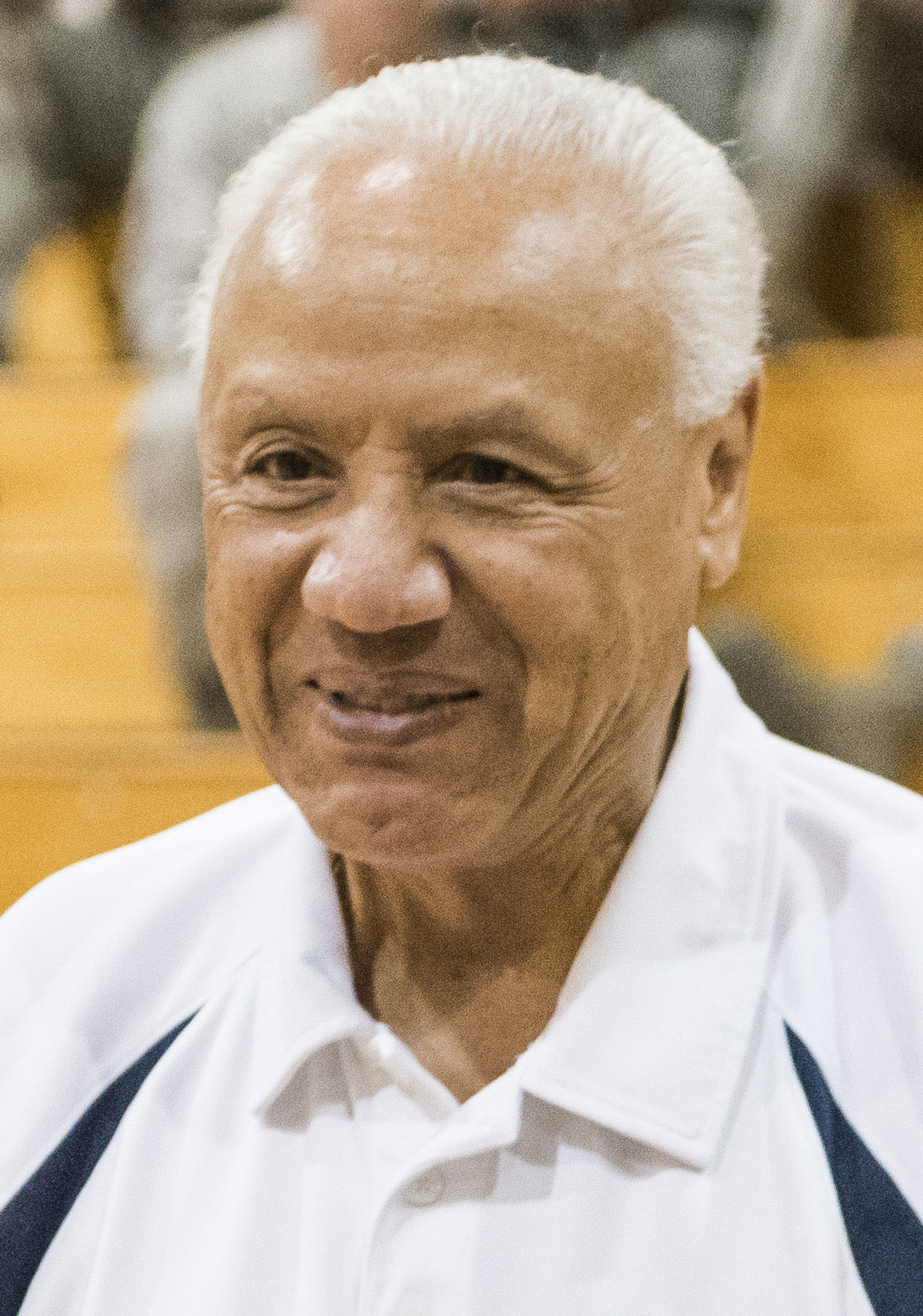
Wilkens, 2013

È membro del Naismith Memorial Basketball Hall of Fame dal 1989 in qualità di giocatore, e dal 1998 in qualità di allenatore.

## Carriera

### Giocatore

#### High school
Wilkens crebbe in un sobborgo di Brooklyn, Bedford-Stuyvesant. Suo padre era afro-americano mentre sua madre irlandese. È stato cresciuto secondo la fede cattolica.
Alla Boys High School, Wilkens fu compagno, nella squadra di basket, di Tommy Davis, il quale sarà, poi, una star di lungo corso nella Major League Baseball.

#### College
Lenny Wilkens ha frequentato il Providence College, nel Rhode Island.
Nel 1959, grazie al suo contributo, i Providence Friars, squadra dell'ateneo, riuscirono per la prima volta nella sua storia ad essere ammessi al famoso torneo denominato NIT. Nel 1960 non solo Wilkens partecipò con la sua squadra al NIT, ma raggiunse anche la finale (persa contro la Bradley University). In virtù delle sue grandi doti cestistiche venne nominato per due volte All American, rispettivamente nel 1959 e nel 1960.
Nelle tre stagioni trascorse a Providence segnò una media di 15,9 punti a partita.

#### NBA
Nel 1960, dopo aver dimostrato le sue capacità, in particolare nelle due ultime stagioni universitarie, fu scelto con il numero sei del Draft dai St. Louis Hawks. Nella sua prima stagione da rookie finì con una media punti pari a 11,7, e i suoi Hawks approdarono alle finali NBA. I Boston Celtics ebbero la meglio in cinque partite.
Nelle successive stagioni migliorò il suo gioco da playmaker, riuscendo così a portare gli Hawks ai play-off per ben sei volte consecutive dal 1963. Tutte le stagioni trascorse agli Hawks furono da lui giocate ad alto livello, ma quella del 1967-68 fu la migliore. Concluse quella stagione con 20,0 punti e 8,3 assist per partita: dovette però rinunciare al titolo di MVP dell'anno a favore di Wilt Chamberlain.
Nella stagione 1968-69 venne ceduto ai Sonics; già in quella successiva i Sonics lo nominarono giocatore-allenatore. La sua avventura come allenatore si concluse in breve tempo: Lenny capì di non poter ricoprire due ruoli così diversi e decise di continuare a giocare come playmaker.
Trascorse quindi due stagioni ai Cleveland Cavaliers; nel 1973 venne convocato anche per l'All Star Game, a fronte di una splendida stagione terminata con 20,5 punti di media per partita.
Il piccolo playmaker di Brooklyn giocò ancora una stagione, quella 1974-1975, vestendo la maglia dei Portland Trail Blazers, prima di ritirarsi dal gioco e intraprendere esclusivamente la carriera di coach.

### Dirigente
Il 29 novembre 2006 fu licenziato dal ruolo di vicepresidente della franchigia dei Seattle Supersonics per poi esserne nominato "Presidente delle Operazioni di Pallacanestro" il 27 aprile 2007. Wilkens attualmente è un opinionista di College basket per la Northwestern FSN Studio ed occasionalmente appare al Northwestern College Hoops in occasione delle partite serali.

## Statistiche

### Giocatore
| * | Primo nella lega |

### NBA

#### Regular Season
| Anno      | Squadra             | PG    | PT | MP   | TC%  | 3P% | TL%  | RP  | AP   | PRP | SP  | PP   |
| --------- | ------------------- | ----- | -- | ---- | ---- | --- | ---- | --- | ---- | --- | --- | ---- |
| 1960-1961 | St. Louis Hawks     | 75    | -  | 25,3 | 42,5 | -   | 71,3 | 4,5 | 2,8  | -   | -   | 11,7 |
| 1961-1962 | St. Louis Hawks     | 20    | -  | 43,5 | 38,5 | -   | 76,4 | 6,6 | 5,8  | -   | -   | 18,2 |
| 1962-1963 | St. Louis Hawks     | 75    | -  | 34,3 | 39,9 | -   | 69,6 | 5,4 | 5,1  | -   | -   | 11,8 |
| 1963-1964 | St. Louis Hawks     | 78    | -  | 32,4 | 41,3 | -   | 74,0 | 4,3 | 4,6  | -   | -   | 12,0 |
| 1964-1965 | St. Louis Hawks     | 78    | -  | 36,6 | 41,4 | -   | 74,6 | 4,7 | 5,5  | -   | -   | 16,5 |
| 1965-1966 | St. Louis Hawks     | 69    | -  | 39,0 | 43,1 | -   | 79,3 | 4,7 | 6,2  | -   | -   | 18,0 |
| 1966-1967 | St. Louis Hawks     | 78    | -  | 38,1 | 43,2 | -   | 78,7 | 5,3 | 5,7  | -   | -   | 17,4 |
| 1967-1968 | St. Louis Hawks     | 82    | -  | 38,6 | 43,8 | -   | 76,8 | 5,3 | 8,3  | -   | -   | 20,0 |
| 1968-1969 | Seattle S.Sonics    | 82    | -  | 42,2 | 44,0 | -   | 77,0 | 6,2 | 8,2  | -   | -   | 22,4 |
| 1969-1970 | Seattle S.Sonics    | 75    | -  | 37,4 | 42,0 | -   | 78,8 | 5,0 | 9,1* | -   | -   | 17,8 |
| 1970-1971 | Seattle S.Sonics    | 71    | -  | 37,2 | 41,9 | -   | 80,3 | 4,5 | 9,2  | -   | -   | 19,8 |
| 1971-1972 | Seattle S.Sonics    | 80    | -  | 37,4 | 46,6 | -   | 77,4 | 4,2 | 9,6  | -   | -   | 18,0 |
| 1972-1973 | Cleveland Cavaliers | 75    | -  | 39,6 | 44,9 | -   | 82,8 | 4,6 | 8,4  | -   | -   | 20,5 |
| 1973-1974 | Cleveland Cavaliers | 74    | -  | 33,6 | 46,5 | -   | 80,1 | 3,7 | 7,1  | 1,3 | 0,2 | 16,4 |
| 1974-1975 | Portland T. Blazers | 65    | -  | 17,9 | 43,9 | -   | 76,8 | 1,8 | 3,6  | 1,2 | 0,1 | 6,5  |
| Carriera  | Carriera            | 1.077 | -  | 35,3 | 43,2 | -   | 77,4 | 4,7 | 6,7  | 1,3 | 0,2 | 16,5 |

#### Playoffs
| Anno     | Squadra         | PG  | PT | MP   | TC%  | 3P% | TL%  | RP  | AP  | PRP | SP | PP   |
| -------- | --------------- | --- | -- | ---- | ---- | --- | ---- | --- | --- | --- | -- | ---- |
| 1961     | St. Louis Hawks | 12* | -  | 36,4 | 38,0 | -   | 75,9 | 6,0 | 3,5 | -   | -  | 14,2 |
| 1963     | St. Louis Hawks | 11  | -  | 36,4 | 37,0 | -   | 75,5 | 6,3 | 6,3 | -   | -  | 13,7 |
| 1964     | St. Louis Hawks | 12* | -  | 34,4 | 44,8 | -   | 75,9 | 5,0 | 5,3 | -   | -  | 14,3 |
| 1965     | St. Louis Hawks | 4   | -  | 36,8 | 35,1 | -   | 82,8 | 3,0 | 3,8 | -   | -  | 16,0 |
| 1966     | St. Louis Hawks | 10  | -  | 39,1 | 39,9 | -   | 68,7 | 5,4 | 7,0 | -   | -  | 17,1 |
| 1967     | St. Louis Hawks | 9   | -  | 42,0 | 40,0 | -   | 85,6 | 7,6 | 7,2 | -   | -  | 21,4 |
| 1968     | St. Louis Hawks | 6   | -  | 39,5 | 44,0 | -   | 75,0 | 6,3 | 7,8 | -   | -  | 18,3 |
| Carriera | Carriera        | 64  | -  | 37,5 | 39,9 | -   | 76,9 | 5,8 | 5,8 | -   | -  | 16,1 |

### Allenatore
| * | Record |

| Stagione | Squadra             | Regular Season | Regular Season | Regular Season | Regular Season | Regular Season             | Post Season                                              |
| Stagione | Squadra             | V              | P              | % V            | G              | Posizione finale           | Post Season                                              |
| -------- | ------------------- | -------------- | -------------- | -------------- | -------------- | -------------------------- | -------------------------------------------------------- |
| 1969-70  | Seattle S.Sonics    | 36             | 46             | 43,9           | 82             | 5º nella Western Division  | Manca i play-off                                         |
| 1970-71  | Seattle S.Sonics    | 38             | 44             | 46,3           | 82             | 4º nella Pacific Division  | Manca i play-off                                         |
| 1971-72  | Seattle S.Sonics    | 47             | 35             | 57,3           | 82             | 3º nella Pacific Division  | Manca i play-off                                         |
| 1974-75  | Portland T. Blazers | 38             | 44             | 45,1           | 82             | 3º nella Pacific Division  | Manca i play-off                                         |
| 1975-76  | Portland T. Blazers | 37             | 45             | 45,1           | 82             | 5º nella Pacific Division  | Manca i play-off                                         |
| 1977-78  | Seattle S.Sonics    | 42             | 18             | 70,0           | 82             | 3º nella Pacific Division  | Sconfitto alle NBA Finals dai Bullets (3-4)              |
| 1978-79  | Seattle S.Sonics    | 52             | 30             | 63,4           | 82             | 1º nella Pacific Division  | Campione NBA                                             |
| 1979-80  | Seattle S.Sonics    | 56             | 26             | 68,3           | 82             | 2º nella Pacific Division  | Sconfitto alle Finali di Conference dai Lakers (1-4)     |
| 1980-81  | Seattle S.Sonics    | 34             | 48             | 41,5           | 82             | 6º nella Pacific Division  | Manca i play-off                                         |
| 1981-82  | Seattle S.Sonics    | 52             | 30             | 63,4           | 82             | 2º nella Pacific Division  | Sconfitto alle Semifinali di Conference dai Spurs (1-4)  |
| 1982-83  | Seattle S.Sonics    | 48             | 34             | 58,5           | 82             | 3º nella Pacific Division  | Sconfitto al Primo Round dagli Trail Blazers (0-2)       |
| 1983-84  | Seattle S.Sonics    | 42             | 40             | 51,2           | 82             | 3º nella Pacific Division  | Sconfitto al Primo Round dagli Mavericks (2-3)           |
| 1984-85  | Seattle S.Sonics    | 31             | 51             | 37,8           | 82             | 5º nella Pacific Division  | Manca i play-off                                         |
| 1986-87  | Cleveland Cavaliers | 31             | 51             | 37,8           | 82             | 4º nella Central Division  | Manca i play-off                                         |
| 1987-88  | Cleveland Cavaliers | 42             | 40             | 51,2           | 82             | 4º nella Central Division  | Sconfitto al Primo Round dagli Bulls (2-3)               |
| 1988-89  | Cleveland Cavaliers | 57             | 25             | 69,5           | 82             | 2º nella Central Division  | Sconfitto al Primo Round dagli Bulls (2-3)               |
| 1989-90  | Cleveland Cavaliers | 42             | 40             | 51,2           | 82             | 4º nella Central Division  | Sconfitto al Primo Round dagli 76ers (2-3)               |
| 1990-91  | Cleveland Cavaliers | 33             | 49             | 40,2           | 82             | 6º nella Central Division  | Manca i play-off                                         |
| 1991-92  | Cleveland Cavaliers | 57             | 25             | 69,5           | 82             | 2º nella Central Division  | Sconfitto alle Finali di Conference dai Bulls (2-4)      |
| 1992-93  | Cleveland Cavaliers | 54             | 28             | 65,9           | 82             | 2º nella Central Division  | Sconfitto alle Semifinali di Conference dai Bulls (0-4)  |
| 1993-94  | Atlanta Hawks       | 57             | 25             | 69,5           | 82             | 1º nella Central Division  | Sconfitto alle Semifinali di Conference dai Pacers (2-4) |
| 1994-95  | Atlanta Hawks       | 42             | 40             | 51,2           | 82             | 5º nella Central Division  | Sconfitto al Primo Round dagli Pacers (0-3)              |
| 1995-96  | Atlanta Hawks       | 46             | 36             | 56,1           | 82             | 4º nella Central Division  | Sconfitto alle Semifinali di Conference dai Magic (1-4)  |
| 1996-97  | Atlanta Hawks       | 56             | 26             | 68,3           | 82             | 2º nella Central Division  | Sconfitto alle Semifinali di Conference dai Bulls (1-4)  |
| 1997-98  | Atlanta Hawks       | 50             | 32             | 61,0           | 82             | 4º nella Central Division  | Sconfitto al Primo Round dagli Hornets (1-3)             |
| 1998-99  | Atlanta Hawks       | 31             | 19             | 62,0           | 50             | 2º nella Central Division  | Sconfitto alle Semifinali di Conference dai Knicks (0-4) |
| 1999-00  | Atlanta Hawks       | 28             | 54             | 34,1           | 82             | 7º nella Central Division  | Manca i play-off                                         |
| 2000-01  | Toronto Raptors     | 47             | 35             | 57,3           | 82             | 2º nella Central Division  | Sconfitto alle Semifinali di Conference dai 76ers (3-4)  |
| 2001-02  | Toronto Raptors     | 42             | 40             | 51,2           | 82             | 3º nella Central Division  | Sconfitto al Primo Round dagli Pistons (2-3)             |
| 2002-03  | Toronto Raptors     | 24             | 58             | 29,3           | 82             | 7º nella Central Division  | Manca i play-off                                         |
| 2003-04  | N.Y. Knicks         | 23             | 19             | 54,8           | 42             | 3º nella Atlantic Division | Sconfitto al Primo Round dagli Nets (0-4)                |
| 2004-05  | N.Y. Knicks         | 17             | 22             | 43,6           | 39             | -                          | -                                                        |
|          | Carriera            | 1332           | 1155           | 53,6           | 2487*          |                            |                                                          |

Nel 1996, durante le Olimpiadi di Atlanta, Lenny Wilkens ha guidato il secondo Dream Team alla conquista della medaglia d'oro. Ad oggi è il secondo allenatore NBA più vincente di tutti i tempi, alle spalle di Don Nelson.

## Palmarès

### Individuale

#### Giocatore

##### Club
- NBA Western Division: 1

St. Louis Hawks: 1961
- Central Division: 4

St. Louis Hawks: 1960-61, 1962-63, 1963-64, 1965-66, 1966-67
- MVP NIT: 1

1960
- Diciassettesimo per numero di assist di sempre NBA

- La maglia n.19 è stata ritirata dai Seattle SuperSonics (diventati gli Oklahoma City Thunder)

##### All-Star Game
- Partecipazioni all'All-Star Game: 9

1963, 1964, 1965, 1967, 1968, 1969, 1970, 1971, 1973
- MVP dell'All-Star Game: 1

1971

#### Allenatore

##### Club
- Campionato NBA: 1

Seattle SuperSonics: 1979
- NBA Western Conference: 2

Seattle SuperSonics: 1978, 1979
- NBA Northwest Division: 1

Seattle SuperSonics: 1978-79
- Central Division: 1

Atlanta Hawks: 1993-94

#### Premi NBA
- NBA Allenatore dell'anno: 1

1994

#### All-Star Game
- Allenatore dell'All-Star Game: 4

1979, 1980, 1989, 1994

#### Hall of Fame
- Membro del Naismith Memorial Basketball Hall of Fame nel 1989 come giocatore
- Membro del Naismith Memorial Basketball Hall of Fame nel 1998 come allenatore
- Membro del Naismith Memorial Basketball Hall of Fame nel 2010 come membro del Dream Team (1992)
- Membro del U.S. Olympic Hall of Fame nel 2009 come membro del Dream Team (1992)
- Membro del FIBA Hall of Fame nel 2017 come membro del Dream Team (1992)
- Membro del College Basketball Hall of Fame nel 2006
- Membro del Providence College Hall of Fame
- Eletto come uno dei migliori 50 giocatori NBA di sempre (Cleveland, 1996)
- Inserito nel NBA 75th Anniversary Team
- Inserito tra i Top 10 Coaches in NBA History nel 1996
- Inserito tra i 15 Greatest Coaches in NBA History nel 2022

#### Altri riconoscimenti
- 1994 Amos Alonzo Stagg Coaching Award
- 1999 Golden Plate Award of the American Academy of Achievement
- 2011 Chuck Daly Lifetime Achievement Award